# اشتارگات
اشتارگات (به انگلیسی: Stargardt disease) یک بیماری ژنتیک نادر است که باعث اختلال بینایی در مرکز شبکیه چشم می‌شود.

## عوامل ایجاد بیماری
بیماری اشتارگارت یک مشکل مدیریت پسماند است، عامل ایجاد این بیماری نادر جهش در ژن ABCA4 می‌باشد، به این صورت که هم پدر و هم مادر باید حامل این ژن باشند تا به فرزند منتقل شود.
معمولاً در ازدواج‌های فامیلی این جهش مشهود هست. دو نوع جهش ABCA4 موجود است.
در این جهش‌ها سنتز ویتامین A مختل می‌شود و باعث تجمع پسامد در روی شبکیه شده و گیرنده‌های نوری سطح شبکیه را مختل می‌کند. ویتامین A یک عنصر مهم برای گیرنده‌های نوری سطح شبکیه چشم هستند.

## درمان

### سلول بنیادی
درمان قطعی برای بیماری اشتارگات در حال حاضر وجود ندارد، اما پژوهش هایی در زمینه ژن درمانی و سلول درمانی با استفاده از سلول‌های بنیادی در جریان است که می تواند روند پیشرفت بیماری را کند کرده یا در آینده باعث بهبود نسبی بینایی شود. استفاده از سلول‌های بنیادی بستگی به زنده ماندن سلول‌های بنیادی در محیط شبکیه چشم دارد، گاهی نیاز است در مقاطع زمانی مختلف درمان تکرار شود.

### ویتامین آ
دانشمندان با جایگزین کردن اتمهای هیدروژن با دوتریوم Deuterium در ویتامین A توانستند Alk-001 را تولید کنند. این محصول که به عنوان ویتامین A دوتره (Deuterated Vitamin A) شناخته می‌شود، اصطلاحاً پاکتر از شکل طبیعی ویتامین A می‌سوزد. دوتریوم (Deuterium)، شکل بی خطری از هیدروژن است که به‌طور طبیعی در بدن انسان تولید شده و غیر رادیواکتیو است. Alk-001 هم‌اکنون در محله سوم کارآزمایی بالینی در بیماری اشتارگارت می‌باشد. . نام علمی Alk-001 عبارت است از
C20-D3- retinyl acetate
تا به حال فاز ۱ و فاز 2 تحقیقاتی بروی بیمارن انسانی با موفقیت به پایان رسید است و نتایج مثبت و امیدوار کننده ای داشته و فاز ۳ در حال اجرا می‌باشد.

### شبکیه مصنوعی
جدیدترین تکنولوژی برای درمان بیماران شبکیه چشم، استفاده از شبکیه مصنوعی یا شبکیه الکترونیکی است. این تکنولوژی در سال ۲۰۱۶ ابداع شد، هرچند کیفیت تصویر به‌دست آمده برای بیمارن چندان واضح نبود، اما پروژه شبکیه مصنوعی در حال ارتقا کیفیت است.